# Wildpark Ernstbrunn
Koordinaten: 48° 32′ 38″ N, 16° 20′ 58″ O
Der Wildpark Ernstbrunn liegt in Dörfles, einem Ort der Gemeinde Ernstbrunn in Niederösterreich unterhalb des Schlosses Ernstbrunn am Rande des Naturparks Leiser Berge.
Der Wildpark ist über 40 Hektar groß. Er beherbergt bevorzugt heimische Tierarten wie Schafe, frei laufende Ziegen, Esel und Ponys, Gämsen und Steinböcke, Rotwild und Damwild, Hasen und Wildschweine, Hühner und Enten, aber auch Hochlandrinder, Sikahirsche,  Hängebauchschweine und Mufflons.
Der Park wurde 1975 im nördlichen Teil des denkmalgeschützten Schlossparks Ernstbrunn eröffnet und im Laufe der Jahre sukzessive erweitert.
Seit 2009 ist im Wildpark Ernstbrunn das Wolf Science Center angesiedelt, das von Grünau im Almtal (Salzkammergut) hierher übersiedelte. Das Zentrum bietet Führungen an, bei denen die Verhaltensforschung bei Timberwölfen erklärt und auch gezeigt wird. Im Oktober 2010 wurde das neue Testgebäude des Wolf Science Center eröffnet. Es ermöglicht den Besuchern des Wildparks mittels eines Einwegspiegels einen Einblick in die Arbeit der Verhaltensforscher.